# 野々村芳和
野々村 芳和（ののむら よしかづ、1972年5月8日 - ）は、第6代日本プロサッカーリーグ理事長（Jリーグチェアマン）。元プロサッカー選手で、現役時代のポジションはミッドフィールダー（MF）。現役引退後はサッカー解説者、Jリーグ・北海道コンサドーレ札幌の運営会社である株式会社コンサドーレ代表取締役会長などを務めた。

## 来歴
静岡県清水市（現・静岡市清水区）で生まれ、小学1年の時にサッカーを始める。小学6年から原因不明の発作に襲われるも試合に出続けたが、試合中に発作が起きるようにもなった。清水市立第四中学校から静岡県立清水東高等学校へと進学。全国高等学校サッカー選手権大会は2度出場したが、発作によってフル出場できない時もあった。精神面を鍛えることによって発作を抑えることができるようになった。
慶應義塾大学法学部法律学科に進学。20歳頃に初めて心臓病と診断され手術を受け、手術後は心臓病を克服しサッカーに打ち込んだ。慶應義塾体育会ソッカー部は2年連続で関東2部優勝などを果たした。慶應義塾大学を卒業。

### 市原時代
1995年にジェフユナイテッド市原に加入。3月16日のJリーグ開幕戦からベンチ入りをして、3月29日の1st第4節横浜M戦でプロ初出場を果たす。4月からスタメンを勝ち取り、4月8日の1st第7節広島戦で初イエローカードをもらい、2枚目のイエローカードで初退場した。出場停止明けの試合でもスタメン出場し、4月22日の1st第10節横浜F戦でプロ初得点を記録。5月上旬から出場機会を失った。11月4日の2nd第20節広島戦で90分間フル出場を果たした。1年目で15試合出場1得点の成績を残した。
1996年には6月頃のナビスコカップからスタメンを獲得、それからは残りの試合を出続けるようになった。
1997年からの2年間は主力として出場し、1998年のナビスコカップでは決勝戦を含む全試合に出場を果たした。
5年目の1999年は、ゲルト・エンゲルスが監督に就任してから、ほとんど試合に出ることがなかった。5月29日の1st第15節磐田戦では79分から途中出場したがイエローカード2枚で90分に退場処分を受けた。その後、出場機会を減らした。成績不振でエンゲルス監督が解任され、2ndステージから新監督のニコラエ・ザムフィールが就任すると、8月18日の2nd第3節からベンチ入りを果たした。9月18日の磐田戦でをでスタメン出場が4試合で途中出場が4回と1stステージよりは試合に絡めるようになったが、その年は9試合に出場しただけだった。

### 札幌時代
2000年はコンサドーレ札幌に監督就任が決まっていた岡田武史から直接電話でオファーを受け、札幌へ移籍を決意。その年からレギュラーを確保し、副主将として40試合中36試合に出場。J2優勝に貢献した。
2001年から札幌はJ1の舞台となり、主将として22試合に出場しJ1残留を果たした。しかし、戦力外通告を受けクラブからはフロント入りの要請があり、他クラブからのオファーがあったが、悩んだ結果『やめるなら札幌で』と、29歳で現役を引退した。

### 引退後
引退後は、サッカー解説者及びコンサドーレ札幌のチームアドバイザーを務める。
2006年6月、株式会社クラッキを設立し、代表取締役社長としてサッカースクールを各地で展開するなどした。
2009年から北海道のサッカー活性化を目的に道央ブロックリーグに所属する小樽FCに加入。
2012年、11月頃に当時の株式会社北海道フットボールクラブ（HFC、現・株式会社コンサドーレ）取締役だった石水勲にもう一度、社長に就任してもらおうと依頼した。一度は承諾したが、1週間後に石水から呼ばれ『お前がやれ』と社長就任を薦められた。その場では断ったが、その後、クラブ関係者と会って話していくうちに社長になることを決断した。12月20日に行われたHFCの定例取締役会でHFC顧問に就任決定の発表と取締役候補であることも発表された。
2013年1月1日付でHFC顧問に就任。2月にクラッキの代表取締役を退任し、取締役に就任。3月22日に札幌市内で代表取締役会が行われ、HFCの代表取締役社長に就任することが決まった。
2015年4月28日、公益社団法人日本プロサッカーリーグの理事に選任。
2022年1月11日付けの株式会社コンサドーレ取締役会において、代表取締役社長・CEOから代表取締役会長に異動（後任の社長・CEOは置かず、ゼネラルマネージャーの三上大勝が代表取締役GMに就任）し、同年1月31日に行われた公益社団法人日本プロサッカーリーグ理事会で村井満の後任のJリーグチェアマン候補者として承認された。同年3月15日開催の定時社員総会及び理事会決議をもって正式に就任した。Jリーグチェアマン就任に伴い株式会社コンサドーレの会長からは退いている。Jリーグで選手としてプレイした人物がJリーグチェアマンに就任するのはこれが初めてのケースである。

## 所属クラブ
- 1979年  駒越サッカー少年団[18]
- 1981年 - 1982年  清水FC[18]
- 1983年 - 1984年  間々田小学校サッカークラブ[18]
- 1985年 - 1987年  清水市立第四中学校[18]
- 1988年 - 1990年  静岡県立清水東高等学校[18]
- 1991年 - 1994年  慶應義塾大学
- 1995年 - 1999年  ジェフユナイテッド市原
- 2000年 - 2001年  コンサドーレ札幌
- 2009年 - 2011年  小樽FC

## 個人成績
| 国内大会個人成績 | 国内大会個人成績 | 国内大会個人成績 | 国内大会個人成績 | 国内大会個人成績 | 国内大会個人成績 | 国内大会個人成績 | 国内大会個人成績 | 国内大会個人成績 | 国内大会個人成績 | 国内大会個人成績 | 国内大会個人成績 |
| 年度             | クラブ           | 背番号           | リーグ           | リーグ戦         | リーグ戦         | リーグ杯         | リーグ杯         | オープン杯       | オープン杯       | 期間通算         | 期間通算         |
| 年度             | クラブ           | 背番号           | リーグ           | 出場             | 得点             | 出場             | 得点             | 出場             | 得点             | 出場             | 得点             |
| 日本             | 日本             | 日本             | 日本             | リーグ戦         | リーグ戦         | リーグ杯         | リーグ杯         | 天皇杯           | 天皇杯           | 期間通算         | 期間通算         |
| ---------------- | ---------------- | ---------------- | ---------------- | ---------------- | ---------------- | ---------------- | ---------------- | ---------------- | ---------------- | ---------------- | ---------------- |
| 1995             | 市原             | -                | J                | 15               | 1                | -                | -                | 1                | 0                | 16               | 1                |
| 1996             | 市原             | -                | J                | 18               | 0                | 13               | 0                | 1                | 0                | 32               | 0                |
| 1997             | 市原             | 14               | J                | 31               | 1                | 8                | 0                | 2                | 0                | 41               | 1                |
| 1998             | 市原             | 8                | J                | 23               | 3                | 6                | 1                | 0                | 0                | 29               | 4                |
| 1999             | 市原             | 8                | J1               | 9                | 1                | 0                | 0                | 0                | 0                | 9                | 1                |
| 2000             | 札幌             | 7                | J2               | 36               | 2                | 2                | 0                | 4                | 1                | 42               | 3                |
| 2001             | 札幌             | 7                | J1               | 22               | 0                | 1                | 0                | 0                | 0                | 23               | 0                |
| 通算             | 日本             | 日本             | J1               | 118              | 6                | 28               | 1                | 4                | 0                | 150              | 7                |
| 通算             | 日本             | 日本             | J2               | 36               | 2                | 2                | 0                | 4                | 1                | 42               | 3                |
| 総通算           | 総通算           | 総通算           | 総通算           | 154              | 8                | 30               | 1                | 8                | 1                | 192              | 10               |

- Jリーグ初出場 - 1995年3月29日 Jリーグ 1st第4節 対横浜マリノス（三ツ沢公園球技場）
- Jリーグ初得点 - 1995年4月22日 Jリーグ 1st第10節 対横浜フリューゲルス（鹿児島県立鴨池陸上競技場）

## タイトル
- 2000年 - J2リーグ優勝

## 書籍
- 『サッカートレーニングバイブル』  宝島社 （2006年3月） ISBN 4796651225 ※アドバイザー
- 『職業 サッカークラブ社長』  ベースボール・マガジン社 （2013年4月11日） ISBN 4583105495

## 出演番組
現在の出演番組
- Jリーグラボ（スカチャン） - 司会
- ノノさんの朝ごはん（STVラジオ） - MC

過去の出演番組
- Jリーグアフターゲームショー（スカチャン） - 司会
- 山ちゃん美香の朝ドキッ!（HBCラジオ） - 金曜日
- のんのん。(HBCテレビ）
- 一平・直子のほっとスマイル!（HBCテレビ）
- Hana*テレビ（HBCテレビ）
- ACミラン・チャンネル（TwellV）
- GO!GO!コンサドーレ（STVラジオ）
- 気分上昇ワイド ナルミッツ!!!（HBCラジオ） 野々村芳和さんのコンサドーレ情報 - 金曜日

## CM出演
- 石屋製菓 白い恋人 （2001年、2014年、2015年）
- エゾデン （2016年）